# Palaiseau
Palaiseau é uma comuna francesa, situada a 18 km a sudoeste de Paris, sub-prefeitura do departamento de Essonne, na Île-de-France. É a sede do arrondissement de Palaiseau e do cantão de Palaiseau.
Domínio real no século VI e novamente no século XVIII, na estrada importante de Chartres a Paris, a comuna foi fortemente industrializada no século XIX, com a chegada de muitas vias ferroviárias, tornou-se um importante centro operário, parte do cinturão vermelho, fenômeno acentuado na segunda metade do século XX com a construção de muitas cidades-jardim. Tornou-se sub-prefeitura do Seine-et-Oise em 1962 e depois do Essonne em 1968, associada com o desenvolvimento de Massy e do planalto de Saclay, abriga na seu território a Escola politécnica, o Institut d'optique e a ENSTA ParisTech, centros de pesquisa do ONERA, Danone e Thales.
Seus habitantes são chamados Palaisiens.

## Geografia

### Transportes
- Estação de Massy-Palaiseau
- Estação de Palaiseau
- Estação de Lozère

## História

### As origens
A história começa com a construção de Palaiseau por Quildeberto I de um pequeno castelo, chamado palatolium (pequeno palácio) em latim, que deu nome ao lugar. Mais tarde, a rainha Batilda, esposa do rei Clóvis II se mudou para lá com seu filho, Clotário. Ela foi originalmente uma abadia perto do castelo, com o monge São Wandrille vindo de Ruão por um caso relativo à Abadia de Fontanelles.

### Palaiseau, domínio partilhado
A existência do sítio é atestada a partir de 25 de julho de 754, quando Pepino o Breve doou a área de Palaiseau e de suas dependências à a abadia de Saint-Germain-des-Prés então, dita, da exumação dos restos mortais de São Germano, na presença do Papa. O caixão parecia pesado demais para ser transferido quando um espectador teria afirmado que era por causa do conflito entre o domínio real e da abadia sobre Palaiseau que o corpo do santo foi bloqueado. Pepino fez a doação, o corpo de São Germano teria sido imediatamente movido. Esta terra é então estendida sobre as atuais comunas de Palaiseau, Orsay, Bures-sur-Yvette, Gif-sur-Yvette, Saint-Rémy-lès-Chevreuse, Saclay, Vauhallan e Villebon-sur-Yvette. Impostos importantes deveriam então ser pagos para a abadia.
A Revolução fez seu ofício, em 24 de janeiro de 1790: a assembleia local foi eleita, o príncipe Luís José de Condé foi o último senhor de Palaiseau. Em 14 de novembro de 1790 foi realizada a segunda eleição da assembleia local. Em 1815, Palaiseau ficou famosa com uma representação no Théâtre de la Porte-Saint-Martin da peça A Pega Ladra ou a Empregada de Palaiseau escrita por Laigniez e D'Aubigny.
Em 1845 começou a construção da Linha de Sceaux, inaugurada em 23 de junho de 1846. Em 29 de julho de 1854, foi prolongada até Orsay, e fundiu-se com a Compagnie d’Orléans. Palaiseau, que foi por muito tempo ponto de paragem na estrada de Chartres a Paris rapidamente se tornou acessível pelos parisienses com as suas três estações: Palaiseau, Palaiseau-Villebon e Lozère. Os primeiros escritores (George Sand, Alexandre Dumas Filho, Charles Péguy, entre outros), depois os anônimos construíram ricas mansões nas encostas ou no vale. Uma dessas mansões é o castelo da Saussaye em frente à Estação de Palaiseau.
Em 1880, a cidade tornou-se cruzamento de comunicação. À linha de Sceaux foi acrescentada a linha da Grande Ceinture, cuja estação de Massy - Palaiseau foi inaugurada no dia 1º de maio de 1880.
A Primeira Guerra Mundial feriu a cidade. A Segunda Guerra Mundial atingiu novamente Palaiseau, ocupada pelos alemães, que estabeleceram um Kommandatur e estacionaram dois batalhões da Wehrmacht e SS no Castelo Villebon-sur-Yvette. Ela foi libertada em 24 de agosto de 1944 pela Divisão Leclerc. Em paralelo se reuniram em Palaiseau do Comité militaire national (CMN) do movimento de resistência dos Francs-tireurs et partisans.
Em 1º de janeiro de 1968, após a separação do Sena e Oise, Palaiseau foi integrado no novo departamento francês do Essonne. Em 1976, a École Polytechnique se estabeleceu no território da cidade, seguido pela ENSTA ParisTech e o ONERA Os bairros do Pileu, das Garennes foram loteados, os grands ensembles foram construídos e equipamentos coletivos adicionados para atender às novas necessidades dos Palaisiens.

## Geminação
- Unna (Alemanha), desde 1969, localizada a 500 quilômetros[4].

## Educação
- École polytechnique (França)
- Hi! PARIS